# Laurent Bel
Laurent Bel (ur. 25 stycznia 1966 w Neuilly-sur-Seine) – francuski florecista, czterokrotny medalista mistrzostw świata.

## Kariera sportowa
Podczas mistrzostw świata w Denver w 1989 roku reprezentanci Francji w składzie: Philippe Conscience, Laurent Bel, Philippe Omnès, Patrice Lhôtellier i Lionel Finet zdobyli brązowy medal we florecie drużynowym. W tej samej konkurencji zdobył kolejny brązowy medal na mistrzostwach świata w Budapeszcie (1991) oraz srebrny na mistrzostwach świata w La Chaux-de-Fonds (1998). Ponadto na MŚ 1991 zdobył również brązowy medal w turnieju indywidualnym, wyprzedzili go jedynie Niemcy: Ingo Weißenborn i Thorsten Weidner.
Wystartował na igrzyskach olimpijskich w Seulu (1988), gdzie w turnieju indywidualnym był trzynasty, a drużynowo zajął szóste miejsce. Były to jego jedyne starty olimpijskie.
Zdobył brązowy medal indywidualnie na mistrzostwach Europy w Lizbonie  w 1992 i srebrny medal drużynowo na mistrzostwach Europy w Bolzano w 1999 roku.